# Constitución (Buenos Aires)
Pour les articles homonymes, voir Constitución.
Constitución est un des quartiers ou barrios de la ville de Buenos Aires, capitale de l'Argentine. Le quartier est limité par l' Avenida Independencia, la rue Calle Piedras, l' Avenida Caseros et l' Avenida Entre Ríos.
Le quartier de Constitución est caractérisé par des résidences à loyer modeste pour des gens venus des provinces argentines, ou des pays voisins, comme le Paraguay et la Bolivie, qui viennent travailler ou essayer de trouver du travail dans la grande cité.
Ce quartier, de même que celui de Retiro, est le grand centre du 
transport dans la ville, car il est le siège de la grande gare des chemins de fer Estación Constitución. Celle-ci est une des plus fréquentées de la ville, étant donné qu'elle est le point de départ de tous les trains à destination du sud de l'agglomération.
On considère aussi le quartier comme grand centre de transport, parce que, face à la gare, 
se trouve le terminal de colectivos de Constitución (transports collectifs indépendants). 
La majorité des lignes de colectivos ont une escale à cet endroit. L'un des plus 
importants est le collectif Línea 60, qui fait le parcours 
Constitución-Tigre.

## Données générales
- Population : 45.860 habitants.
- Superficie : 2,1 km²
- Densité : 21.838 habitants / km²

Le jour du quartier est le 29 août.